# Tolerância reversa
Tolerância reversa ou sensibilização a fármacos é um fenômeno farmacológico que descreve a reação aumentada de indivíduos (positiva ou negativa) a um fármaco após seu uso repetido. Nem todos os fármacos estão sujeitos à tolerância reversa.
A sensibilização a fármacos é o oposto da tolerância a fármacos, na qual o efeito ou a reação do sujeito diminui após seu uso repetido. As duas noções não são incompatíveis, e a tolerância às vezes pode levar à tolerância reversa. Alcoólatras, por exemplo, inicialmente desenvolvem tolerância ao álcool, sendo necessário que bebam quantidades maiores para obter um efeito semelhante. No entanto, como o consumo excessivo pode causar danos ao fígado, isso pode colocar esse grupo em risco de intoxicação mesmo ao beber quantidades muito pequenas de álcool, uma vez que o órgão passa a ter sua capacidade de síntese de enzimas do metabolismo do álcool prejudicada.
A tolerância reversa também pode ocorrer em usuários de estimulantes como cocaína ou anfetaminas. Uma dose anteriormente recreativa pode se tornar suficiente para causar psicose em usuários regulares, ou usuários que já tiveram um episódio psicótico podem ter maior probabilidade de ter outro no futuro com doses mais baixas da droga.
Em alguns casos, a sensibilização a fármacos também pode se referir a intervenções médicas (férias de drogas, por exemplo) que têm como objetivo a redução da insensibilidade causada pela (e após) a tolerância à droga ter sido estabelecida.